# Klein Stillfried
Klein Stillfried ist eine Rotte in der Marktgemeinde Angern an der March im Bezirk Gänserndorf in Niederösterreich.

## Geografie
Der südlich an Stillfried anschließende Ort befindet sich an der Bernstein Straße und der Nordbahn, die östlich vorbeiführen. Am 1. April 2020 umfasste die Rotte 13 Gebäude.

## Geschichte
In Folge der Theresianischen Reformen wurde der Ort dem Kreis Unter-Manhartsberg unterstellt und nach dem Umbruch 1848 war er bis 1867 dem Amtsbezirk Matzen zugeteilt. Die Ortslage ist geprägt von drei ehemaligen Ziegeleien, die hier ab 1868 Ziegel herstellten und überwiegend nach Wien lieferten. Die letzte Ziegelei wurde 1982 geschlossen und der Schlot 2021 abgebrochen.